# Anilu Ingram Vallines
Ana Guadalupe Ingram Vallines (Veracruz, Veracruz, México; 26 de abril de 1980) es una política mexicana originaria del Estado de Veracruz y exmilitante del Partido Revolucionario Institucional (PRI), ha sido diputada local por el Distrito XX, Veracruz I en la LXIII Legislatura donde fungió como Presidenta de la Cámara.

## Biografía
Nació en la Ciudad de Veracruz, el 26 de agosto de 1980, hija de Ana María Vallines Casares y José Ingram García. Es licenciada en Administración de Empresas y Maestra en Alta Dirección de Gobierno y Políticas Públicas.
Inició su carrera profesional en los medios de comunicación en el año de 1998 como coordinadora del equipo de promoción en MVS Radio. En 1999 fue coronada Reina del Carnaval de Veracruz. En el año 2000 participó como conductora en los programas Corona Deportiva y Olas del Espectáculo de Televisa Veracruz, laborando paralelamente en Grupo FM Radio Veracruz como locutora y coordinadora del departamento de promoción y mercadotecnia.
A partir del 2002 comenzó a realizar colaboraciones en los noticieros locales de la empresa Televisa, en el 2003 fue titular del noticiero “Visión Exacta” de MVS Radio Veracruz, durante los años 2003 y 2004 se desempeñó como conductora en el evento "Espacio Televisa".
En 2004 es nombrada Subdirectora de Radio de la Coordinación General de Comunicación Social del Gobierno del Estado de Veracruz, en enero de 2005 se integra al equipo de Radio Televisión de Veracruz, como conductora del noticiero matutino junto al comunicador Ramsés Yunes puesto que desempeña durante 5 años.
En 2010, asume la conducción del programa Amigas y Confidentes en Televisa Veracruz; en diciembre de ese año, asume la Dirección General de Radio de la Coordinación General de Comunicación Social del Gobierno del Estado de Veracruz e inicia el programa de radio ¿Y tú qué plan? dirigido a todo aquel veracruzano que tenga un proyecto, una iniciativa o una propuesta a favor de la sociedad.
Desde 2011 es delegada de la Fundación Salvemos el Agua en la zona conurbada Veracruz- Boca del Río.
De agosto de 2012 a marzo de 2013, fue titular del segmento “Mujer y Familia” del programa “Vuelve a la Vida” por Televisa Veracruz.

## Actividad política
Inició su carrera política en el 2002, como coordinadora de grupos juveniles del entonces Senador de la República Fidel Herrera Beltrán durante las Legislaturas LVIII y LIX, posteriormente desempeñaría el mismo cargo en su campaña a la gubernatura.
En 2009 fue coordinadora de radio en la precampaña y campaña a la diputación federal de Javier Duarte de Ochoa, posteriormente participó en la Fundación Colosio, como presidenta de la comisión de turismo en el municipio de Veracruz y nuevamente en la campaña a gobernador del estado de Duarte de Ochoa en el 2010.
Fue regidora suplente del H. Ayuntamiento de Veracruz, en el periodo 2011-2013. Ocupó el cargo de Secretaria de la Mesa de Proyectos y estrategias de la XXI asamblea nacional del PRI y posteriormente fue designada candidata a la diputación por el Distrito XX Veracruz I resultando ganadora de la elección.